# Francie na Letních olympijských hrách 2000
Francii na Letních olympijských hrách v roce 2000 reprezentovala výprava 337 sportovců (211 mužů a 126 žen) ve 28 sportech.

## Medailisté
| Medaile | Jméno | Sport                   | Soutěž                                   |
| ------- | --- | ----------------------- | ---------------------------------------- |
| Zlato   | Brahim Asloum | Box                     | Muži váha lehká muší do 49 kg            |
| Zlato   | Tony Estanguet | Kanoistika              | C1 slalom muži                           |
| Zlato   | Florian Rousseau | Cyklistika              | Muži keirin                              |
| Zlato   | Florian Rousseau Laurent Gané Arnaud Tournant | Cyklistika              | Družstvo mužů sprint                     |
| Zlato   | Félicia Ballangerová | Cyklistika              | Ženy 500 m s pevným startem              |
| Zlato   | Félicia Ballangerová | Cyklistika              | Ženy sprint                              |
| Zlato   | Miguel Martinez | Cyklistika              | Muži cross-country                       |
| Zlato   | Jean-Noël Ferrari Brice Guyart Patrice Lhôtellier Lionel Plumenail | Šerm                    | Družstvo mužů fleret                     |
| Zlato   | David Douillet | Judo                    | Muži +100 kg                             |
| Zlato   | Séverine Vandenhendeová | Judo                    | Ženy 63 kg                               |
| Zlato   | Franck Dumoulin | Sportovní střelba       | Muži 10 metrů vzduchová pistole          |
| Zlato   | Michel Andrieux Jean-Christophe Rolland | Veslování               | Muži dvojka bez kormidelníka             |
| Zlato   | Jean-Christophe Bette Xavier Dorfman Yves Hocdé Laurent Porchier | Veslování               | Muži čtyřka bez kormidelníka lehkých vah |
| Stříbro | Jim Bilba Yann Bonato Makan Dioumassi Laurent Foirest Thierry Gadou Cyril Julian Crawford Palmer Antoine Rigaudeau Stéphane Risacher Laurent Sciarra Moustapha Sonko Frédéric Weis | Basketbal               | Turnaj mužů                              |
| Stříbro | Brigitte Guibalová | Kanoistika              | K1 slalom ženy                           |
| Stříbro | Florian Rousseau | Cyklistika              | Muži sprint                              |
| Stříbro | Marion Clignet | Cyklistika              | Ženy stíhací závod                       |
| Stříbro | Hugues Obry | Šerm                    | Muži kord                                |
| Stříbro | Jean-François Di Martino Hugues Obry Éric Srecki | Šerm                    | Družstvo mužů kord                       |
| Stříbro | Mathieu Gourdain | Šerm                    | Muži šavle                               |
| Stříbro | Mathieu Gourdain Julien Pillet Cédric Séguin Damien Touya | Šerm                    | Družstvo mužů šavle                      |
| Stříbro | Éric Poujade | Sportovní gymnastika    | Muži kůň našíř                           |
| Stříbro | Benjamin Varonian | Sportovní gymnastika    | Muži hrazda                              |
| Stříbro | Larbi Benboudaoud | Judo                    | Muži 66 kg                               |
| Stříbro | Céline Lebrunová | Judo                    | Ženy 78 kg                               |
| Stříbro | Delphine Racinet | Sportovní střelba       | Ženy trap                                |
| Stříbro | Roxana Maracineanuová | Plavání                 | Ženy 200 m znak                          |
| Bronz   | Jérôme Thomas | Box                     | Muži Váha muší do 51 kg                  |
| Bronz   | Anne-Lise Bardetová | Kanoistika              | K1 slalom ženy                           |
| Bronz   | Jeannie Longová | Cyklistika              | Ženy časovka jednotlivců                 |
| Bronz   | Laura Flesselová-Colovicová | Šerm                    | Ženy kord                                |
| Bronz   | Frédéric Demontfaucon | Judo                    | Muži 90 kg                               |
| Bronz   | Stéphane Traineau | Judo                    | Muži 100 kg                              |
| Bronz   | Thibaud Chapelle Pascal Touron | Veslování               | Muži dvojka bez kormidelníka lehkých vah |
| Bronz   | Virginie Dedieuová Myriam Lignotová | Synchronizované plavání | Ženy dvojice                             |
| Bronz   | Patrick Chila Jean-Philippe Gatien | Stolní tenis            | Muži čtyřhra                             |
| Bronz   | Arnaud Di Pasquale | Tenis                   | Muži dvouhra                             |
| Bronz   | Pascal Gentil | Taekwondo               | Muži +80 kg                              |